# Aeroportul Tres Arroyos
Aeroportul Tres Arroyos (IATA: OYO, ICAO: SAZH) este un aeroport din Buenos Aires, Argentina ce deservește zona Tres Arroyos⁠(d). A fost numit după zona deservită.
Situat la o altitudine de 114 m, aeroportul dispune de o singură pistă.